# Esquadrão Sinistro
O Esquadrão Sinistro é um grupo de supervilões fictícios surgido nos quadrinhos da Marvel Comics. Eles foram criados por Roy Thomas e sua primeira aventura foi na revista estadunidense dos Vingadores (Avengers, vol. 1 #70). Nos anos 70 a equipe foi transformada pelos roteiristas e se tornou o Esquadrão Supremo da Terra 712 (conceito criado em 1986), um grupo de super-heróis de um universo paralelo ao do Universo Marvel da Terra 616 (lar tanto dos Vingadores originais quanto do Esquadrão Sinistro). Na revista Avenger # 85-86, os Vingadores encontram o Esquadrão Supremo e pensam tratar-se do Esquadrão Sinistro.

## História ficcional do grupo
A primeira versão do Esquadrão Sinistro foi montada pela intervenção da entidade cósmica chamada Grão Mestre, da raça dos Anciões do Universo (da qual fazem parte o vilão Colecionador e outros). Notório pelo seu gosto por jogos, o Grão Mestre desafia Kang, o Conquistador para uma luta, no qual suas "peças" serão os membros do Esquadrão Sinistro (grupo de vilões baseados no Esquadrão Supremo, equipe de heróis de um universo paralelo então desconhecido). Apesar de odiar os Vingadores, Kang os rapta e os convence a serem peças dele no jogo. Se os Vingadores derrotarem o Esquadrão Sinistro, o ancião dará como prêmio à Kang, poderes para ressuscitar a mulher Ravonna.
O Esquadrão Sinistro reúnido pelo Grão Mestre era composto de quatro supervilões:
- Nighthawk - Kyle Richmond da Terra 616 (enfrentou o Capitão América)
- Doctor Spectrum -Kenji Obatu (enfrentou o Homem de Ferro)
- Hyperion - Zhib-Ram (enfrentou o Thor)
- Speed Demon ou Whizzer (enfrentou o Golias)

Nota: Essa aventura permaneceu inédita no Brasil, talvez em função da confusa cronologia dos personagens, e só foi publicada pela Editora Panini em Grandes Clássicos dos Vingadores # 3, quase 40 anos depois do original.
Depois dessa batalha, o Esquadrão Sinistro (com mudanças no personagem do Doctor Spectrum) se reúne novamente para se juntar a Hyperion, que havia sido aprisionado por Thor mas fora libertado por um alienígena (Nebulon, o Homem Celestial). Nighthawk se rebela ao saber dos planos dos vilões e tenta em vão contatar os Vingadores mas é impedido. Ele fica sabendo dos Defensores, outra equipe de super-heróis, que concorda em se dirigir ao Ártico para enfrentar o Esquadrão Sinistro e Nebulon. Nighthawk se junta aos Defensores após essa aventura (revista original Defenders vol. 1, #13 -14), com um novo uniforme.
Anos depois, com o Esquadrão Sinistro já debandado, os Vingadores encontram membros individualmente. Um novo Doctor Spectrum (Billy Roberts), reclama o prisma cósmico, a arma do vilão original que havia ficado de posse do Jaqueta Amarela (identidade do Doutor Hank Pym) (revista original Avengers Annual #8 (1978)).
A equipe não voltou mais a se reunir: Hyperion batalharia ainda contra o Thor e o Coisa. Depois viajaria com Tundra para a Terra 712, onde morre numa batalha do Esquadrão Supremo (revista original Squadron Supreme #8 (of 12) (1986)) . O Whizzer retorna ao crime e veste um novo uniforme, sendo chamado de Speed Demon. Ele enfrenta o Homem-Aranha originariamente em Amazing Spider-Man vol. 1, #222. Depois se junta a uma nova equipe de vilões, chamado de Sindicato Sinistro. Mais tarde ele se regenera e se une aos Thunderbolts (revista original New Thunderbolts vol. 2, #1).
Anos depois o Grão Mestre retorna e tenta recriar o Esquadrão Sinistro. Aparentemente ele ressussita  Hyperion e um novo Dr. Spectrum (Alice Nugent, assistente de Hank Pym) e tenta convencer Speed Demon e Nighthawk a entrarem para o time e confrontarem os Novos Thunderbolts (revistas originais New Thunderbolts #15 - 16 + Thunderbolts vol. 1, #102 - 108)